# Топольницький Микола Кирилович
Микола Кирилович Топольницький (псевдонім Микола Зорко) (1898, с. Пробіжна, Копичинецький повіт — 1968, м. Львів, Львівська область, УРСР) — доцент, кандидат наук, перекладач, старший викладач Львівського університету. Як перекладач створив український переклад 2, 3 та 4-ї частини твору Ярослава Гашека Пригоди доброго вояка Швейка під час світової війни, надрукованого у Львові у 1930-ті роки.

## Життєпис

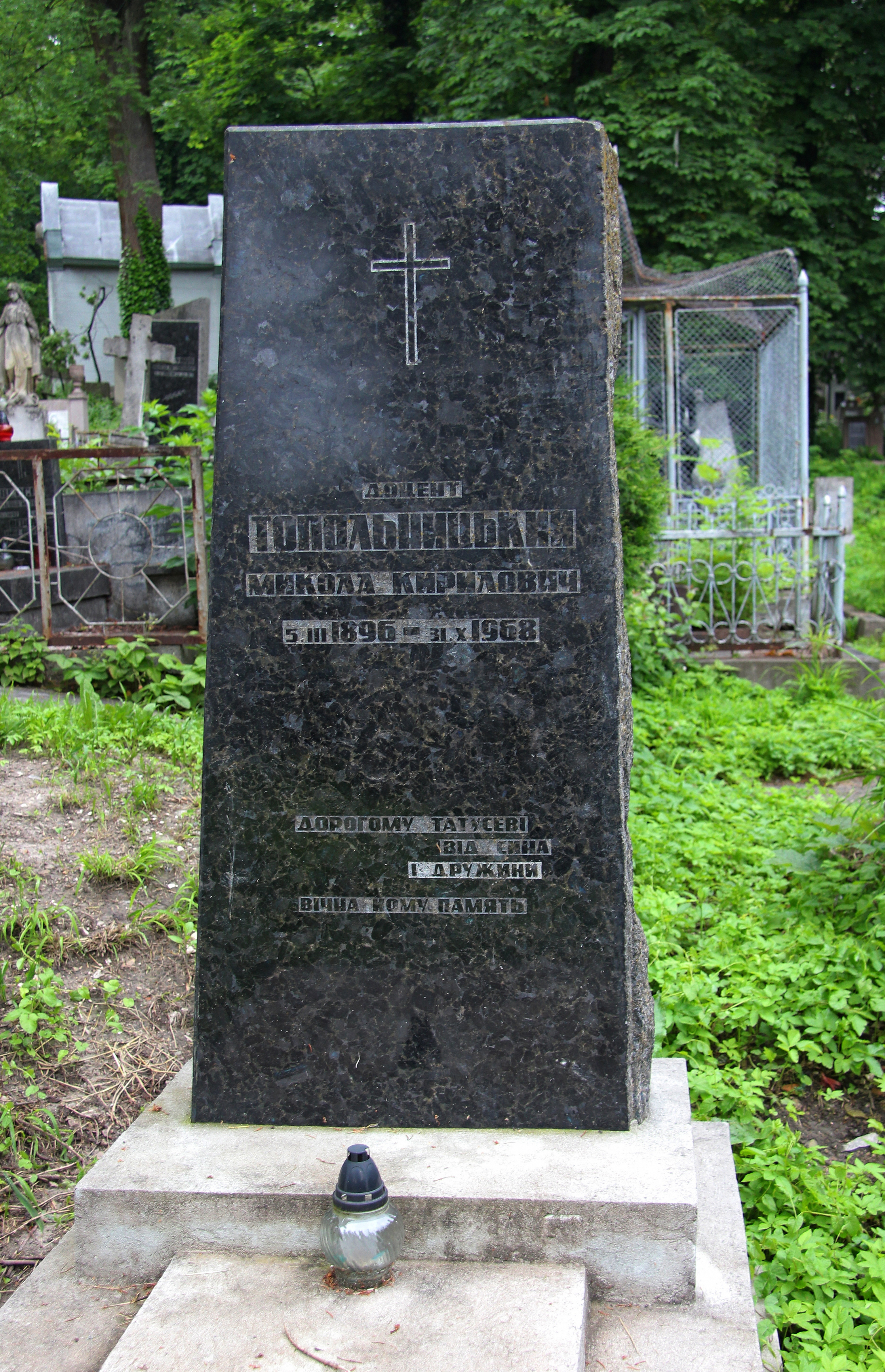

- В 1921—1923 рр. навчався та закінчив факультет права та суспільних наук Таємного українського університету у Львові.
- В 1924—1928 рр. закінчив навчання на правничому факультеті Львівського університету. Після одержання магістрату два роки навчався на семінарі цивільного права під керівництвом професора К. Пшибиловського та написав докторську працю.
- 19 лютого 1940 року отримав звання доцента кафедри цивільного права.
- 1940/41 року працював на кафедрі земельного та колгоспного права Львівського державного університету як старший викладач, будучи магістром права, а не доктором[1].

Похований на полі № 5 Личаківського цвинтаря.

## Основні праці
- Спадкове право; Новий закон про зобов'язання (1936)
- Запорука за приписами нового польського закону про зобов'язання (1936, монографія)